# Hiromasa Ochiai
Pour les articles homonymes, voir Ochiai.
Hiromasa Ochiai (落合 大将, Ochiai Hiromasa) né le 9 février 1994 dans la préfecture de Shimane, est un joueur de hockey sur gazon japonais. Il évolue au poste de milieu de terrain au Tochigi Liebe et avec l'équipe nationale japonaise.
Il a participé aux Jeux asiatiques en 2018 et aux Jeux olympiques d'été en 2020.

## Palmarès

### Jeux asiatiques
- : 2018

### Champions Trophy d'Asie
- : 2021